# 1,4-ジヒドロキシ-2-ナフトエ酸ポリプレニルトランスフェラーゼ
1,4-ジヒドロキシ-2-ナフトエ酸ポリプレニルトランスフェラーゼ(1,4-dihydroxy-2-napthoate polyprenyltransferase)はメナキノンの合成に関わるプレニル基転移酵素の1つで、次の化学反応を触媒する酵素である。
all-trans-ポリプレニル二リン酸 + 1,4-ジヒドロキシ-2-ナフトエ酸(DHNA) {\displaystyle \rightleftharpoons } デメチルメナキノール + 二リン酸 + CO2
組織名はall-trans-polyprenyl diphosphate:1,4-dihydroxy-2-naphthoate polyprenyltransferaseである。

## 機能
DHNAポリプレニルトランスフェラーゼはメナキノン生合成の後ろから2番目のステップを担う。これは可溶性の芳香族化合物であるDHNAにイソプレノイド側鎖を結合させる反応で、生成物であるデメチルメナキノールがさらにメチル化されるとメナキノール（還元型メナキノン）ができる。この酵素はイソプレノイド側鎖の長さに対する特異性がないため、基質次第で側鎖の長さが異なる様々なデメチルメナキノールを生成する。

## 分布
幅広い原核生物の細胞膜（内膜）に存在している。